# Jerzy Stanuch
Jerzy Zbigniew Stanuch (Nowy Sącz, 17 de mayo de 1953) es un deportista polaco que compitió en piragüismo en la modalidad de eslalon. Ganó tres medallas en el Campeonato Mundial de Piragüismo en Eslalon entre los años 1973 y 1977.

## Palmarés internacional
| Campeonato Mundial | Campeonato Mundial  | Campeonato Mundial | Campeonato Mundial |
| Año                | Lugar               | Medalla            | Competición        |
| ------------------ | ------------------- | ------------------ | ------------------ |
| 1973               | Muotathal (Suiza)   | Medalla de plata   | K1 por equipos     |
| 1975               | Skopie (Yugoslavia) | Medalla de plata   | K1 por equipos     |
| 1977               | Spittal (Austria)   | Medalla de bronce  | K1 por equipos     |